# أياكو هارا
أياكو هارا (باليابانية: 原綾子؛ بالكانا: はら あやこ) هي عارضة أزياء وعارضة يابانية، ولدت في 24 مارس 1988 في مياغي في اليابان.